# Marvin Monroe
Marvin Monroe je fiktivní postava z amerického animovaného seriálu Simpsonovi. Je to psychoterapeut, který se poprvé objevil v epizodě Taková nenormální rodinka z 1. řady, v níž Homer zastaví rodinnou televizi, aby si mohl dovolit sezení s Monroem pro sebe a svou dysfunkční rodinu. Neúspěšný pokus o terapii vyvrcholí tím, že Simpsonovi do sebe opakovaně pouštějí elektrošoky, až způsobí chaotický výpadek proudu. Monroe Simpsonovým nedokáže pomoci, a tak jim vrátí dvojnásobek toho, co Simpsonovi zaplatili, a Simpsonovi si koupí novou televizi. 
Monroe se objevuje v epizodě Hezkej večer, v níž muselo být 70 % původní animace dílu předěláno, ačkoli scény s Monroem zůstaly většinou nedotčeny, uvedl spolurežisér David Silverman. Scénář epizody Hezkej večer popisuje Monroea jako „těžkého kuřáka a nutkavého jedlíka“. Původní myšlenka postavy, jak řekl Matt Groening, byla, že se narodil jako Marilyn Monroe a „velmi ho to dohnalo“, proto se stal terapeutem. Hlas Monroea je založen na hlase psychiatra Davida Viscotta. Mezi Monroeovými díly je i Průvodce etiketou Dr. Marvina Monroe, kterého Bart dostane jako dárek k narozeninám v Rádiu Bart. 
Od 7. řady postava ze seriálu zmizela, protože její namluvení namáhalo hrdlo jejího dabéra, Harryho Shearera. Zmizení postavy bylo předznamenáno vysíláním Nemocnice Dr. Marvina Monroea přes Louovu vysílačku v Kdo postřelil pana Burnse? 2/2. Od té doby se objevilo několik odkazů na Monroeovu smrt: pohled na jeho náhrobní kámen v dílu Kdo ví, kdo ovdoví?, Vzpomínkové gymnázium Dr. Marvina Monroea viděné v Konci šikany ve Springfieldu a vzpomínka ve Slavnostní epizodě týkající se toho, které populární postavy nedávno zemřely. Monroe je však viděn živý v 15. řadě v Tirádě americké hospodyňky, kde si kupuje výtisk Margina románu Harpunové srdce a na Marginu otázku ohledně jeho dlouhé nepřítomnosti jednoduše uvádí, že „byl velmi nemocný“. Později se objevuje jako duch ve Speciálním čarodějnickém dílu XXV 26. řady a znovu ve Flandersově žebříku 29. řady jako součást snu, který Líza vykouzlí Bartovi.
Server WhatCulture zařadil Marvina Monroea na poslední příčku seznamu 10 nejnenáviděnějších postav Simpsonových.